# 恩給金庫
恩給金庫（おんきゅうきんこ）は、1938年（昭和13年）に設立された特殊法人。

## 概要
恩給・勲章に付属する年金（金鵄勲章など）等を担保に、それらの受給者で生活に困窮する者へ融資を行う目的で、1938年（昭和13年）に恩給金庫法（昭和13年3月31日法律第57号）により設立された。資本金は3000万円。恩給金庫法では恩給金庫の設立のほか、一般の金融業者に恩給の権利を譲渡または担保に供することができないよう措置されており、困窮する遺族を高利貸しから守り、恩給金庫で救済する目的があった。恩給金庫は第二次世界大戦後の1949年（昭和24年）に国民金融公庫に業務を引き継ぎ解散した。
初代理事長には拓務大臣などを歴任した児玉秀雄伯爵（児玉源太郎陸軍大将の子息）が就任し、設立委員には児玉や石渡荘太郎大蔵次官・船田中法制局長官・下条康麿賞勲局総裁らのほか、陸海軍の人事局長である阿南惟幾・清水光美も名を連ねていた。資本金は政府出資のほか民間からも出資され、恩給債券という金融債の発行も認可されていた。